# Neumatocele

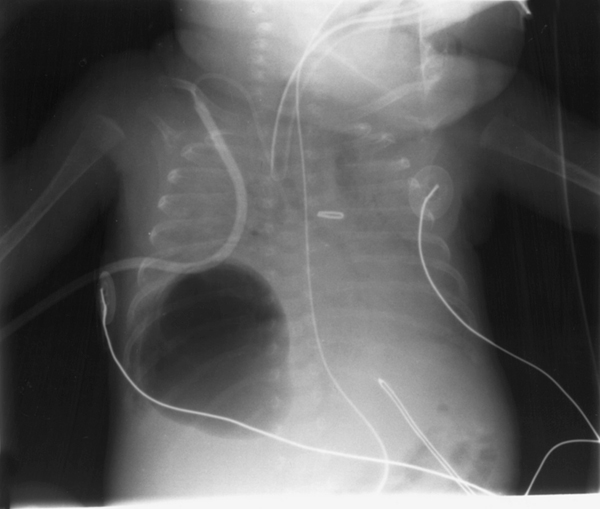
Radiografía en la que puede observarse un gran neumotocele en el lóbulo inferior del pulmón derecho de un lactante.

Se llama neumatocele a la existencia en el interior del parénquima pulmonar de una cavidad de paredes finas que se encuentra llena de aire, en ocasiones contiene también líquido que forma un nivel. Suele producirse como consecuencia de una neumonía por Staphylococcus aureus u otros microbios como Mycobacterium tuberculosis, Pneumocystis carinii y Haemophyllus influenzae, esta última principalmente en población pediátrica. A veces está causado por un traumatismo sobre el tórax. Generalmente se origina por un mecanismo valvular que favorece el atrapamiento de aire y su acumulación en el intersticio pulmonar. 
Los neumatoceles son especialmente frecuentes en niños y no deben confundirse con otras acumulaciones de gas en el tórax, como el neumotorax, las bullas que se producen en el enfisema pulmonar o el absceso de pulmón. Se diagnostican mediante una radiografía o TAC de tórax que permiten ver un espacio lleno de aire que contrasta con el parénquima pulmonar que lo rodea. Suelen desaparecer de manera espontánea, aunque en ocasiones es preciso realiza un drenaje mediante la inserción de un cateter para lograr su resolución.